# اندیس سیلیس چاه طاقو
سیلیس چاه طاقو یک اندیس غیرفلزی است که در  استان سمنان قرار دارد و مادهٔ معدنی موجود در آن، سیلیس است.  